# Tom Jansen (acteur)
Tom Jansen (Amsterdam, 2 november 1945) is een Nederlandse acteur. 

## Biografie
Jansen volgde in de jaren zestig een opleiding aan de Toneelschool in Maastricht en was lid van diverse toneelgroepen. Later gaf Jansen enige tijd les aan de Theaterschool in Amsterdam en was er artistiek directeur. Af en toe regisseert hij ook toneelstukken. In 1993 kreeg hij de Taalunie Toneelschrijfprijs voor zijn toneelstuk SCHADE/Schade.
Vanaf 1973 speelde hij in diverse Nederlandse series en films, waaronder diverse van Theo van Gogh, zoals Loos, waarin hij de hoofdrol vertolkte naast Renée Fokker. Bij het grote publiek is Jansen bekend van rollen in Filmpje! van Paul de Leeuw en de politieseries Spangen, met onder meer Linda de Mol en Monique van de Ven, en Penoza, waarin hij de vader van Carmen van Walraven speelde. In 1996 kreeg hij een Gouden Kalf-nominatie voor zijn rol in de film Marrakech. De stem van Jansen is regelmatig te horen in tekenfilms en commercials.
In 2008 speelde Jansen in de film Vox Populi van regisseur Eddy Terstall. In 2012 speelde hij, afwisselend met Hans Hoes, de rol van de oudere Ramses Shaffy in de musical Ramses van Albert Verlinde Entertainment. In 2013 speelde hij de rol van Pontius Pilatus in het tv-spektakel The Passion.

## Naam
Zijn naam wordt weleens verward met die van Tom Janssen (met dubbel 's'), een acteur die rollen speelde in enkele Nederlandse kinderfilms van Henk van der Linden.

## Filmografie
- Een mens van goede wil (1973) – Vrijer
- Arnhem: The Story of an Escape (1976) - Nederlandse gids
- Het bittere kruid – (1985) Man in regenjas
- Requiem (1986) – Zijn Broer
- In de schaduw van de overwinning (1986) – Kohler
- Iris (1987) – Hagenbeek
- Terug naar Oegstgeest (1987) – Vader
- Switch (1988) – Nicks Vader
- De Papegaai (1989) – Buurman Gerritsen
- Laura Ley (1989) – Wethouder Mike Daniëls
- Loos (1989) – Willem Loos
- De Brug (1990) – Nico Brenner
- De zomer van '45 (1991) – Vader Bayens
- Eline Vere (1991) – De heer Verstraeten
- Oh Boy! (1991) – Producer
- Vals licht (1993) – Philip
- Oeroeg (1993) – Kolonel Van Dalen
- Suite 16 (1994) – Paul
- Night Watch (1995) - Inspecteur De Jongh
- Filmpje! (1995) – Brie
- Charlotte Sophie Bentinck (1996) – Albrecht
- Zwarte sneeuw (1996) – Martin Bender
- Laagland (1996) – Simon
- Marrakech (1996) – Simon Trapper
- Baantjer (1997) – Frederik Hubar
- The Gambler (1997) – Stellovsky
- De panter en de pissebed (1998) – Jacco Compaan
- De keerzijde (1998) – Psychiater
- Rescuers: Stories of Courage: Two Couples (1998) – Ginkel
- Wij Alexander (1998) – Professor De Zwaan
- Retour Den Haag (1999) – Eric Nordholdt
- Spangen (1999–2006) – Hoofdcommissaris Jaap Stam
- In goede aarde: Yesterday (2000) – Sander Zegveld
- Paramaribo Papers (2002) – Ambassadeur Claerhoudt
- Ezelsoor (2003) – Ezelsoor
- Klem in de draaideur (2003) – Hans van Mierlo
- Polleke (2003) – Psycholoog
- De vanger (2003) – Notaris
- Die Andere Frau (2004) – Willem
- Floris (2004) – Grote Pier
- Medea (2004) – Minister-president
- Meiden van De Wit (2004–2005) – Yakov
- De griezelbus (2005) – Nol van Paulo
- Escort (2006) – Jacobsen
- Grijpstra & De Gier (2006) – Maarten Hartsuiker
- Ratatouille (2007) - Gusteau (stem)
- Vox populi (2008) – Jos Fransen
- Annie M.G. (2009) – Dick van Duyn
- Penoza (2010–2012) – André de Rue
- LelleBelle (2010) – Leraar Wolf
- Alpha and Omega (2010) - Marcel (stem)
- The Passion (2013) – Pontius Pilatus
- Kriskras (2014) – Opa van Jurre en Kiki
- Flikken Maastricht (2014) – Afl. Stockholm
- Brasserie Valentijn (2016) – Dirk-Jan
- Storm: Letters van Vuur (2017) – Priester
- Hockeyvaders (2023) - Louwte de Graaf-Bentink
- Zussen (2024) - Albert Hendriks